# Delta (Orientierungslaufverein)
Delta war ein von 1992 bis Dezember 2012 existierender Orientierungslaufverein in Finnland. Er entstand aus der Fusion der Vereine Hiidenkiertäjät aus Lohja, Karkki-Rasti aus Karkkila und Rasti-Vihti aus Vihti aus dem Westen der Landschaft Uusimaa bzw. dem Westen der Verwaltungsgemeinschaft Helsinki. Registriert war der Verein in Lohja.
Der Verein gewann die finnischen Staffelmeisterschaften 1996, 1999, 2000, 2002 und 2003. 2008 gewann die Staffel die Jukola in Tampere. Trainer des Vereins war der ehemalige Jukola-Sieger Juha Liukkonen.

## Erfolge
Jukola:
- Sieger 2008 (Panu Piiparinen, Janne Heikka, Leonid Nowikow, Petri Noponen, Oskari Liukkonen, Olle Kärner, Walentin Nowikow)

Finnische Staffelmeisterschaften:
- Meister 1996 (Jarkko Huovila, Marko Loukkalahti, Miika Hernelahti, Petri Forsman)
- Meister 1999 (Samuli Launiainen, Miika Hernelahti, Jarkko Huovila, Jani Lakanen)
- Meister 2000 (Samuli Launiainen, Jonne Lakanen, Miika Hernelahti, Jani Lakanen)
- Meister 2002 (Samuli Launiainen, Jonne Lakanen, Jani Lakanen, Miika Hernelahti)
- Meister 2003 (Jonne Lakanen, Miika Hernelahti, Walentin Nowikow, Jani Lakanen)

## Bekannte Athleten
- Jarkko Huovila (* 1975)
- Olle Kärner (* 1977)
- Jani Lakanen (* 1976)
- Jonne Lakanen (* 1979)
- Leonid Nowikow (* 1984)
- Walentin Nowikow (* 1974)